# Sin título (José Luis Fernández)
L'escultura urbana coneguda pel nom Sin título, ubicada a la part ovetense del Pont de Gallegos (molt conegut per ser part del Camí de Sant Jaume), en el poble de Les Regueres, localitzat en el marge dret del riu Nora, al final de la coneguda com “Senda Verda del Naranco”, limítrof amb Oviedo, Principat d'Astúries, Espanya, és una de les més d'un centenar que adornen els carrers de l'esmentada ciutat espanyola.
El paisatge urbà d'aquesta ciutat, es veu adornat per obres escultòriques, generalment monuments commemoratius dedicats a personatges d'especial rellevància en un primer moment, i més purament artístiques des de finals del segle xx. L'escultura, feta de formigó, és obra de José Luis Fernández, i està datada 1982, sent part de la sèrie “Encuentros”. La seua actual ubicació no és l'original que es trobava a la intersecció entre la bifurcació esquerra de la carretera AS-232, direcció Sant Claudi, i la ramificació dreta, direcció al concejo de Les Regueres, el qual representava un punt de trobada.